# 屏東櫛角菊虎
屏東櫛角菊虎（学名：Laemoglyptus pingtungensis）为菊虎科櫛角菊虎屬下的一个种。